# Dabasah
Dabasah is een bestuurslaag in het regentschap Bondowoso van de provincie Oost-Java, Indonesië. Dabasah telt 9121 inwoners (volkstelling 2010).